# Torneo de Marsella 2025
El Open 13 Provence 2025 fue un evento de tenis de la ATP Tour 250 serie. Se disputó en Marsella, Francia en el Palais des Sports de Marseille desde el 10 hasta el 16 de febrero de 2025.

## Distribución de puntos
| Modalidad            | Campeón | Finalista | Semifinales | Cuartos de final | 2ª ronda | 1ª ronda | Clasificados | 2ª ronda de clasificación | 1ª ronda de clasificación |
| Individual masculino | 250     | 165       | 100         | 50               | 25       | 0        | 13           | 7                         | 0                         |
| Dobles masculino     | 250     | 150       | 90          | 45               | 20       | 0        | -            | -                         | -                         |

## Cabezas de serie

### Individuales masculino
| Tenista                    | Ranking | Preclasificado |
| Daniil Medvédev            | 7       | 1              |
| Ugo Humbert                | 15      | 2              |
| Karen Khachanov            | 20      | 3              |
| Hubert Hurkacz             | 21      | 4              |
| Sebastian Korda            | 22      | 5              |
| Giovanni Mpetshi Perricard | 30      | 6              |
| Lorenzo Sonego             | 34      | 7              |
| Nuno Borges                | 37      | 8              |

- Ranking del 3 de febrero de 2025.[2]

### Dobles masculino
| Tenista                         | Ranking | Preclasificado |
| Hugo Nys Édouard Roger-Vasselin | 56      | 1              |
| Sander Gillé Jan Zieliński      | 63      | 2              |
| André Göransson Sem Verbeek     | 87      | 3              |
| Sander Arends Luke Johnson      | 103     | 4              |

## Campeones

### Individual masculino
Ugo Humbert venció a  Hamad Medjedovic por 7-6(7-4), 6-4

### Dobles masculino
Benjamin Bonzi /  Pierre-Hugues Herbert vencieron a  Sander Gillé /  Jan Zieliński por 6-3, 6-4